# The $5.98 E.P.: Garage Days Re-Revisited
The $5.98 E.P.: Garage Days Re-Revisited é um EP de músicas cover da banda americana de heavy metal Metallica, lançado em agosto de 1987. Foi lançado em 21 de agosto de 1987, através Elektra Records.

## Gravação e histórico de lançamento
O EP foi a primeira gravação que a banda fez com Jason Newsted (referido como "Mestre J. Newkid" no encarte) tocando baixo. O EP composto inteiramente de covers de final dos anos 70 e início dos anos 80 New Wave of British Heavy Metal (Nova Onda Do Heavy Metal Britânico) bandas e música punk hardcore, ensaiado na garagem de Lars Ulrich e mais tarde foi registrada em um novo estúdio que a banda havia construído (também de acordo com as notas do encarte). A banda incluiu o preço do dólar no título (que foi impresso na capa), em um esforço para garantir que os fãs não estavam sobrecarregados por ela. O funcionário dos EUA de lançamento do CD do PE alterou o título (e o preço) para o CD... $ 9,98, enquanto outros países (como a Austrália) ainda exibido $ 5,98 EP com uma etiqueta indicando que este era o título e não o preço.
Apesar de o EP ter sido fora de catálogo há muitos anos e é considerado um item de colecionador, todas as cinco faixas foram posteriormente incluídos no álbum duplo "1998-Garage Inc. (juntamente com outras inúmeras capas da banda havia gravado ao longo dos anos). A capa do CD também foi utilizada como base para o Garage Inc. tampa traseira, que apresentou os membros a partir de 1998.
| Críticas profissionais                                                      | Críticas profissionais |
| Avaliações da crítica                                                       | Avaliações da crítica  |
| Fonte                                                                       | Avaliação              |
| --------------------------------------------------------------------------- | ---------------------- |
| Allmusic                                                                    | [ 1 ]                  |
| Metal Storm                                                                 | [ 2 ]                  |
| Esta tabela precisa de ser acompanhada por texto em prosa. Consulte o guia. |                        |

## Faixas
1. "Helpless" (Diamond Head) – 6:38
2. "The Small Hours" (Holocaust) – 6:43
3. "The Wait" (Killing Joke) – 4:55
4. "Crash Course in Brain Surgery" (Budgie) – 3:10
5. "Last Caress/Green Hell" (Misfits) – 3:29

## Certificações
| País           | Vendas    | Certificação |
| -------------- | --------- | ------------ |
| Estados Unidos | 1.000.000 | Platina      |